# مارتی نومه
مارتی نومه (استونیایی: Martti Nõmme؛ زادهٔ ۷ اوت ۱۹۹۳) اسکی‌باز پرش اهل استونی است.